# Prionostemma acuminatus
Prionostemma acuminatus is een hooiwagen uit de familie Sclerosomatidae.